# Cilangkap, Jakarta Timur
Cilangkap är en administrativ by i Indonesien.   Den ligger i provinsen Jakarta, i den västra delen av landet, 15 km sydost om huvudstaden Jakarta.